# Chủ tịch Hội đồng châu Âu
 Chủ tịch Hội đồng Châu Âu là người chủ trì và thúc đẩy công việc của Hội đồng Châu Âu, đồng thời là đại diện chính của Liên minh Châu Âu (EU) trên trường thế giới. Tổ chức này bao gồm trường đại học của người đứng đầu nhà nước hoặc chính phủ của các quốc gia thành viên EU cũng như Chủ tịch Ủy ban châu Âu và cung cấp định hướng chính trị cho Liên minh châu Âu (EU).
Từ năm 1975 đến năm 2009, người đứng đầu Hội đồng Châu Âu là một vị trí không chính thức (thường được gọi là Tổng thống) do người đứng đầu nhà nước hoặc chính phủ của quốc gia thành viên nắm giữ chức Chủ tịch luân phiên nửa năm của Hội đồng Châu Âu Liên minh tại bất kỳ thời điểm nào. Tuy nhiên, kể từ Hiệp ước Lisbon năm 2007, điều 15 của Hiệp ước về Liên minh châu Âu tuyên bố rằng Hội đồng châu Âu bổ nhiệm một tổng thống toàn thời gian cho nhiệm kỳ hai năm rưỡi, với khả năng đổi mới một lần. Các cuộc hẹn, cũng như việc loại bỏ những người đương nhiệm, đòi hỏi phải có sự hỗ trợ đa số gấp đôi trong Hội đồng Châu Âu.
Vào ngày 19 tháng 11 năm 2009, Hội đồng Châu Âu đã đồng ý rằng tổng thống đầu tiên của mình theo Hiệp ước Lisbon sẽ là Herman Van Rompuy (Đảng Nhân dân Châu Âu, Bỉ). Van Rompuy nhậm chức khi Hiệp ước Lisbon có hiệu lực vào ngày 1 tháng 12 năm 2009 với thời hạn kéo dài đến ngày 31 tháng 5 năm 2012. Nhiệm kỳ của ông sau đó được kéo dài với giai đoạn thứ hai kết thúc vào ngày 30 tháng 11 năm 2014.
Tổng thống thứ hai và hiện tại là cựu thủ tướng Ba Lan Donald Tusk. Ban đầu, ông được bầu để phục vụ một nhiệm kỳ từ ngày 1 tháng 12 năm 2014 đến ngày 31 tháng 5 năm 2017 và sau đó được chọn lại vào ngày 9 tháng 3 năm 2017 đến nhiệm kỳ thứ hai bắt đầu từ ngày 1 tháng 6 năm 2017 đến ngày 30 tháng 11 năm 2019.

## Lịch sử
Cuộc họp đầu tiên của tất cả các nguyên thủ quốc gia hoặc chính phủ EU (lúc đó là EC) được tổ chức vào năm 1961 như một hội nghị thượng đỉnh không chính thức, nhưng chỉ được chính thức hóa vào năm 1974, khi nó được báp têm "Hội đồng châu Âu" của tổng thống Pháp Valéry Giscard. Chủ tịch của Hội đồng châu Âu dựa trên Chủ tịch của Hội đồng Liên minh châu Âu, với việc được tổ chức bởi quốc gia thành viên giữ chức Chủ tịch Hội đồng, luân phiên sáu tháng một lần. Vì Hội đồng Châu Âu gồm có các nhà lãnh đạo quốc gia, nó được chủ trì bởi người đứng đầu nhà nước hoặc chính phủ của nhà nước Tổng thống.

## Danh sách các chủ tịch Hội đồng
| Hình ảnh          | Tên (năm sinh)                | Quốc tịch  | Nhiệm kỳ                 | Nhiệm kỳ                 |  |  |  |
| ----------------- | ----------------------------- | ---------- | ------------------------ | ------------------------ |  |  |  |
| Herman Van Rompuy | Herman Van Rompuy (sinh 1947) | Bỉ         | ngày 1 tháng 12 năm 2009 | ngày 1 tháng 12 năm 2014 |  |  |  |
| Herman Van Rompuy | Herman Van Rompuy (sinh 1947) |            |                          |                          |  |  |  |
| Donald Tusk       | Donald Tusk (sinh 1957)       | Ba Lan     | ngày 1 tháng 12 năm 2014 | ngày 1 tháng 12 năm 2019 |  |  |  |
| Donald Tusk       | Donald Tusk (sinh 1957)       |            |                          |                          |  |  |  |
| Charles Michel    | Charles Michel (born 1975)    | Bỉ         | ngày 1 tháng 12 năm 2019 | ngày 1 tháng 12 năm 2024 |  |  |  |
| Charles Michel    | Charles Michel (born 1975)    |            |                          |                          |  |  |  |
| António Costa     | António Costa (born 1961)     | Bồ Đào Nha | ngày 1 tháng 12 năm 2024 | Đương nhiệm              |  |  |  |
| António Costa     | António Costa (born 1961)     |            |                          |                          |  |  |  |